# Marcillac-Saint-Quentin

Marcillac-Saint-Quentin este o comună în departamentul Dordogne din sud-vestul Franței. În 2009 avea o populație de 791 de locuitori.

## Evoluția populației
| An        | 1975 | 1982 | 1990 | 1999 | 2006 | 2009 |
| --------- | ---- | ---- | ---- | ---- | ---- | ---- |
| Populație | 407  | 454  | 598  | 664  | 756  | 791  |